# Torgelow-Holländerei
Torgelow-Holländerei är en ortsteil i staden Torgelow i Landkreis Vorpommern-Greifswald i förbundslandet Mecklenburg-Vorpommern i Tyskland. Torgelow-Holländerei var en kommun fram till 25 maj 2014 när den uppgick i Torgelow. Kommunen Torgelow-Holländerei hade 399 invånare 2014.